# Airbourne
Airbourne es una banda de hard rock originaria de Warrnambool, Victoria, Australia. Editaron su primer EP en 2004, Ready to Rock, después de conseguir una consolidada popularidad en su ciudad de origen debido a sus numerosos conciertos en los locales de la zona. En 2005 firmaron un contrato de cinco álbumes con el sello Capitol Records y comenzaron a realizar actuaciones antes de los conciertos de grupos como The Rolling Stones y Mötley Crüe, además de tocar en varios festivales de verano. En 2007 editaron su primer LP bajo el nombre de Runnin' Wild, concretamente el 23 de junio. En este trabajo hay tres sencillos: "Runnin' Wild", "Too Much, Too Young, Too Fast" y "Diamond in the Rough". El 19 de febrero de 2007, Capitol rescindió el contrato con el grupo, aunque este siguió bajo las órdenes de EMI, a través de la cual salió su primer álbum. En 2010 lanzaron el segundo, titulado No Guts. No Glory. En 2013, tras dos grandes álbumes que consiguieron buenas calificaciones, lanzaron el tercero, titulado Black Dog Barking. En 2008, la televisión alemana Arte emitió un documental de 8 minutos sobre la banda, en el que entrevistan a fanes y a los miembros de la banda. En agosto de 2013, recibieron el premio de plata de la BPI. Roadrunner Records es su compañía distribuidora en todo el mundo hasta 2015, cuando la banda firma un contrato para la distribución mundial con la Spinefarm Records. El estilo de sus canciones es similar al de otra banda de origen australiano, AC/DC, lo que ha llevado a que la banda sea considerada como la sucesora de esta en la música hard rock.

## Etimología
Aunque no está confirmado, el nombre de la banda puede proceder de la fusión de la afición por los aviones de los hermanos O'Keeffe y de Melbourne, la capital de Victoria. También puede proceder de la fusión de Airborne y Melbourne, ya que hay varios símbolos de la banda que guardan relación con la fuerza estadounidense.

## Historia

### Formación y "Ready to Rock" (2003-2006)
La banda se formó en Warrnambool, Victoria, Australia en el año 2003 por Joel O'Keeffe y Ryan O'Keeffe. Joel empezó a tocar la guitarra a los 11 años de edad y Ryan empezó a tocar la batería a la misma edad. Joel conoció a David Roads, que trabajaba en el Hotel Warrnambool (como él) y ahí invitó a David a unirse a la banda para tocar la guitarra rítmica en los ensayos en su casa. A finales de 2003, Adam Jacobson se había unido como bajista. El grupo finalmente se llamó "Airbourne". Empezó a tocar en el local de Criterion Hotel.
En marzo de 2004, la banda ganó el concurso de bandas estatal, Push-On, en Melbourne. Su primer material estaba influenciado por otras bandas Australianas como AC/DC, The Angels, Billy Thorpe y Rose Tattoo. Grabaron un EP de ocho canciones en julio de 2004 llamado "Ready to Rock". Adam Jacobson abandonó la banda y fue sustituido por Justin Street como bajista (Ryan conoció a Justin en una fiesta). A principios de 2005, la banda fue reubicada en Melbourne y en agosto, firmaron un contrato con Capitol Records. De acuerdo con Joel, la banda estuvo viviendo en una casa en la que escuchaban las canciones del disco Rock the Block de la banda de Krokus. La banda fue banda soporte de Mötley Crüe, Motörhead, Iron Maiden y The Rolling Stones, entre otras. Una canción llamada "Get on ya bikes" fue tocada en varios conciertos durante 2005, pero no se incluyó en ningún álbum.

### Primer álbum de estudio "Runnin' Wild" (2006-2009)

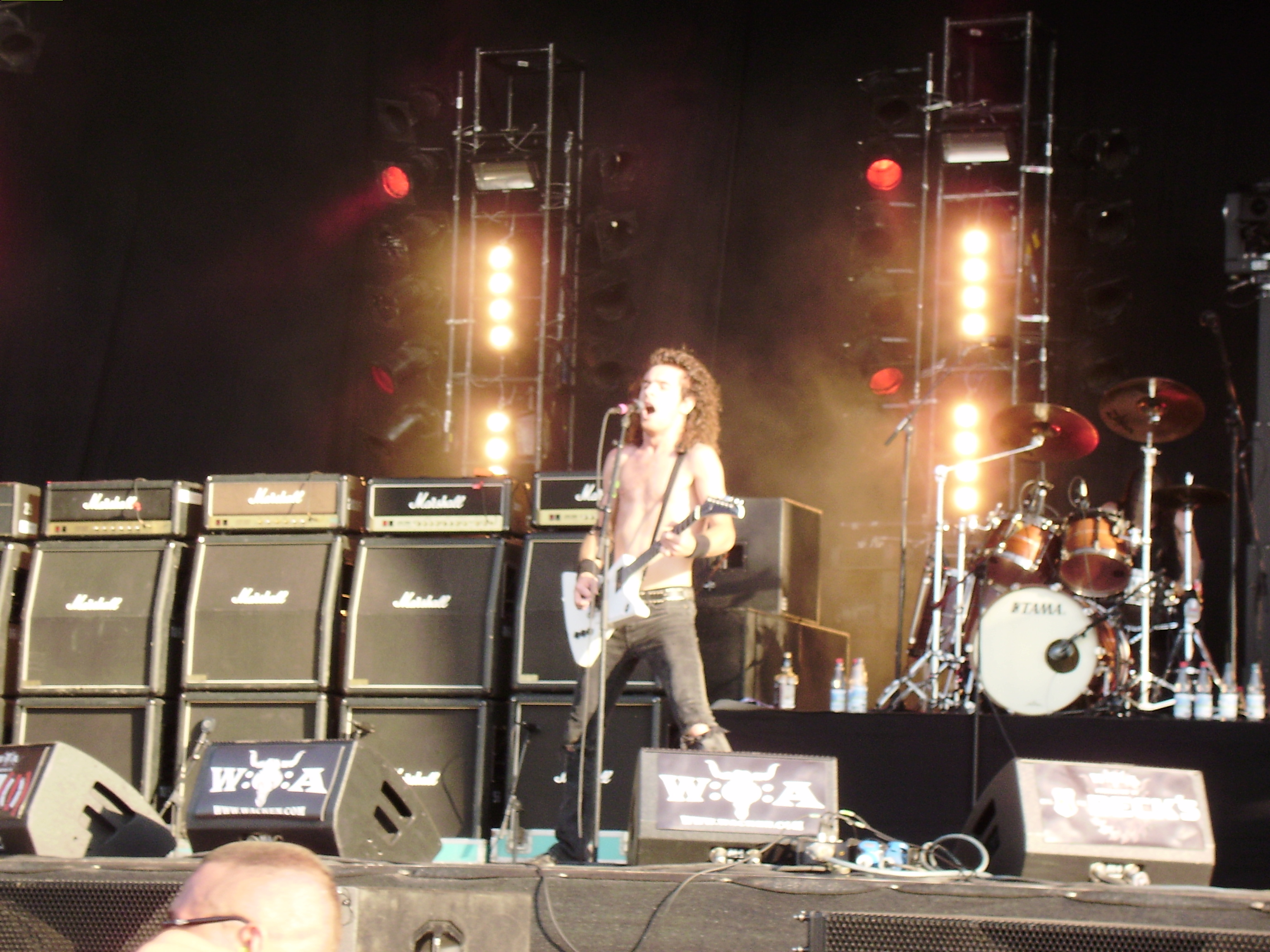
En Wacken Open Air 2008.

En 2006, viajaron a los Estados Unidos para trabajar en su primer álbum de estudio, llamado Runnin' Wild, con el productor Bob Marlette (Ozzy Osbourne, Alice Cooper). Fue lanzado el 23 de junio de 2007 en Australia. El álbum tiene tres sencillos: Runnin' Wild (mayo), Too Much, Too Young, Too Fast (junio), una canción jugable en Guitar Hero: World Tour y Diamond in the Rough. En febrero, Capitol Records canceló su contrato con la banda, pero el álbum fue lanzado igualmente en Australia por EMI. En junio, la banda firmó un contrato con Roadrunner Records para la distribución internacional.
El álbum consiguió estar entre los 30 mejores en la ARIA Albums Chart en Australia, entre los 40 mejores en la RIANZ Albums Chart en Nueva Zelanda y apareció en cartas en Austria, Suiza y Francia. A finales de 2007, el grupo viajó a Estados Unidos con Kid Rock y Korn. El álbum fue lanzado en América del Norte, Europa y Japón en enero de 2008, después de reubicar la banda de forma permanente en Estados Unidos. El álbum consiguió estar entre los 100 mejores en la UK Albums Chart y apareció en Billboard 200. En septiembre de 2007, grabaron un EP en directo, llamado Live at the Playroom.
En septiembre de 2008, en una entrevista con MetalSucks, Joel discutió las comparaciones con AC/DC. En noviembre, en Londres, Dan Hawkins (Stone Gods, The Darkness), se unió a la banda en el escenario para tocar la canción Whole Lotta Rosie de AC/DC. Hawkins tocó la guitarra de Joel (Gibson Explorer blanca) mientras Joel cantaba sin tocar ninguna guitarra. Los conciertos más destacados de este álbum fueron en Wacken Open Air en 2008 y 2009, entre otros.

### Segundo álbum de estudio "No Guts. No Glory." (2009-2011)

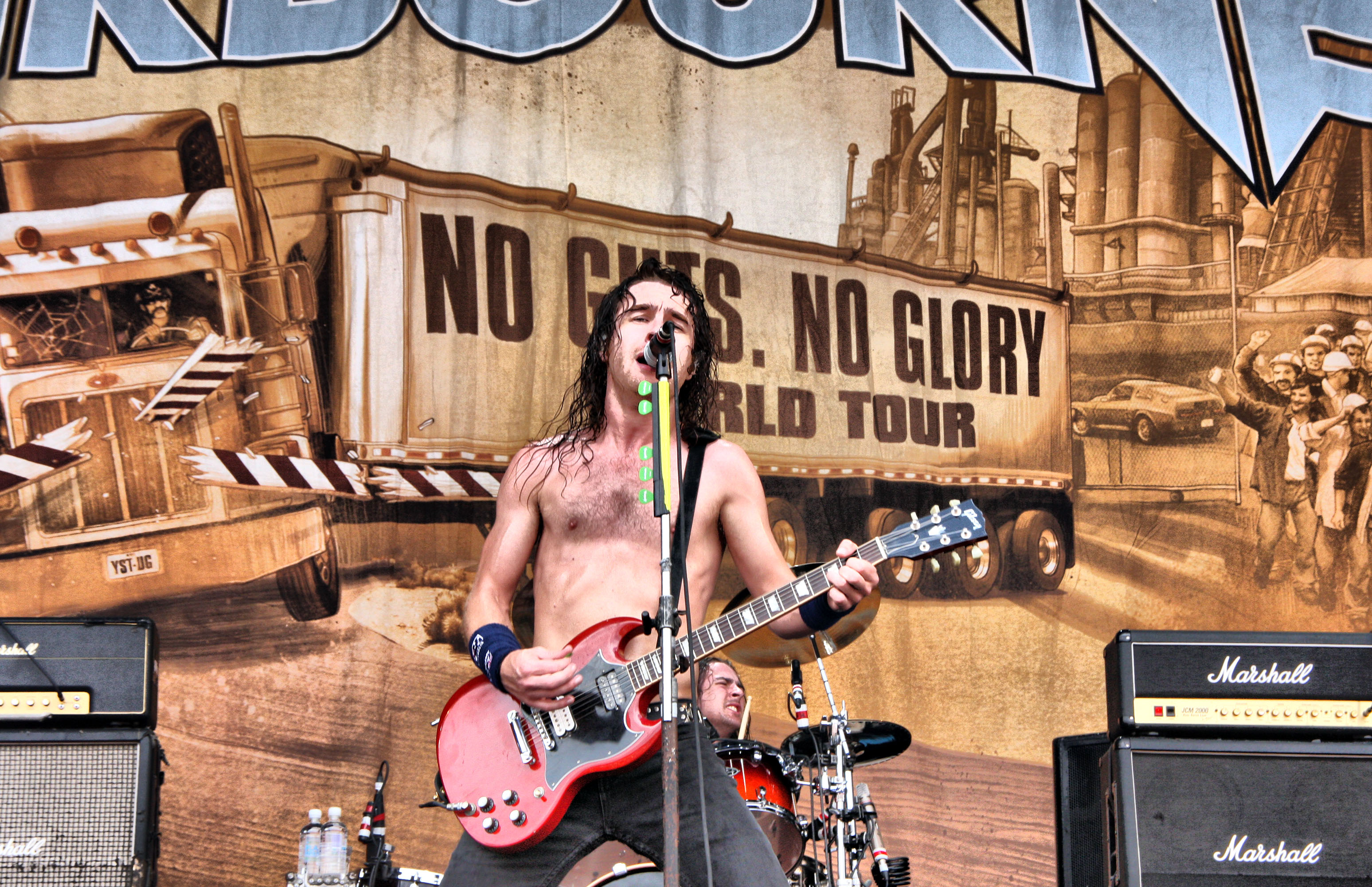
En Big Day Out 2011.

Roads confirmó en enero de 2009 que la banda estaba trabajando en un segundo álbum de estudio, llamado No Guts. No Glory., el cual sería el segundo álbum de estudio de la banda. El 17 de enero, en una entrevista con la revista Kerrang!, Joel reveló que hace poco, estuvieron escribiendo canciones en el Criterion Hotel.
El álbum fue producido por Johnny K., mezclado por Mike Fraser y lanzado el 8 de marzo de 2010 en el Reino Unido, Europa, Canadá, Japón, Australia y Nueva Zelanda, mientras que el 20 de abril, fue lanzado en Estados Unidos. La canción Born to Kill, fue la primera en ser tocada en directo en octubre de 2009, en el Logan Campbell Centre, en Auckland, Nueva Zelanda. En enero de 2010, una nueva canción, No Way But the Hard Way, fue tocada en el show de rock de la Radio 1 de la BBC. El 9 de febrero, estuvo disponible en iTunes como el primer sencillo del álbum. El álbum consiguió estar entre los 20 mejores de la ARIA Albums Chart y entre los 20 mejores en las cartas de álbum en Austria, Nueva Zelanda, Finlandia, Grecia, Suecia y Suiza. En el Reino Unido, consiguió estar en el número 31 y consiguió estar entre los 100 mejores de la Billboard 200 de Estados Unidos.
En el Uproar Festival de 2010, la banda tocó la canción "No Way But The Hard Way" con Simon Wright, que fue batería de la banda AC/DC. La banda viajó a Reino Unido como banda soporte de Iron Maiden, en el The Final Frontier World Tour, que duró desde el 20 de julio, empezando en el SECC Arena de Glasgow, Escocia, hasta el Motorpint Arena de Cardiff, Gales, el 1 de agosto de 2011. También dieron un concierto en Wacken Open Air en 2011 por la noche.

### Tercer álbum de estudio "Black Dog Barking" (2011-2014)

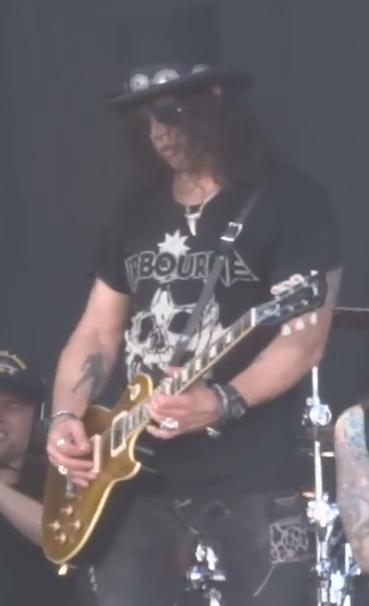
Slash con una camiseta de la banda durante el Sweden Rock Festival 2015.

Su nuevo álbum fue anunciado en noviembre de 2011 mediante la página oficial de Facebook a mediados de 2011, afirmando que la banda estaba trabajando en un nuevo álbum y que recibirían noticias pronto. El nombre del álbum, Black Dog Barking, fue anunciado a principios de febrero de 2013 en la página oficial de Facebook. Fue lanzado el 21 de mayo de 2013 mediante Roadrunner. La portada del álbum, fue creada por los artistas australianos "The Sharp Brothers", quienes también crearon la portada del álbum No Guts. No Glory. Según David Roads, la idea del álbum fue usar "Black Dog" como una metáfora para la habilidad de romper las reglas de la banda, especialmente por no tener cuidado con los límites. A finales de 2013, hicieron un tour por Europa con -entre otras- la banda sueca Corroded. En el periodo de este álbum, dieron conciertos en festivales y lugares importantes, por ejemplo Rock am Ring 2013 o en Wembley Arena en 2014, este último como parte de una gira con Black Stone Cherry y Theory of a Deadman.

### Cuarto álbum de estudio "Breakin' Outta Hell" (2014-presente)
En noviembre de 2014, Joel O'Keeffe reveló que la banda estaba escribiendo canciones para su nuevo álbum de estudio.
En enero de 2015, la banda reveló que habían firmado un contrato mundial con Spinefarm Records.
En 2017 la banda reveló la salida del guitarrista rítmico David Roads y la incorporación de Matt 'Harri' Harrison como su sustituto.
En el Sweden Rock Festival, Slash durante su concierto con Myles Kennedy, llevó una camiseta de Airbourne, que también dio un concierto en el festival. También estuvieron en la Hellfest, en la que pasaron dos cosas curiosas, la primera, durante una canción se silenciaron los micrófonos y se dejó de escuchar a la banda, situación en la que se estuvo varios minutos y una persona se grabó intentando jugar al videojuego Hearthstone: Heroes of Warcraft en un iPad durante el concierto, demostrando que es difícil. La canción Too Much, Too Young, Too Fast, fue incluida en el disco recopilación Metal Matters: Charting the Evolution of Metal.

## Símbolos

La bandera de Eureka, utilizada en el fondo de los logos de la calavera.

Tienen varios símbolos, pero los más utilizados son el de una calavera con gafas y gorro de aviador, con una bandera de Eureka de fondo, cambiando el color azul original de la bandera por el negro. También utilizan el hocico de un perro de color negro, el cual fue empezado a utilizar después del lanzamiento del álbum Black Dog Barking, convirtiéndose así, en uno de los símbolos principales de la banda. Una chica en ropa interior y medias o con un vestido y zapatos, montada encima de un cohete o de la Gibson Explorer de Joel. La calavera con gafas y gorro de aviador también puede aparecer con unas alas blancas en la cabeza y dentro de un círculo rodeado de estrellas o con dos guitarras similares a la de Joel, cruzadas debajo de ella. La calavera también puede aparecer en un esqueleto aviador, vestido con el gorro y las gafas de aviador, una chaqueta de la banda, una bufanda, unos guantes y unos pantalones vaqueros, sujetando con la mano un cohete. También utilizan una calavera con dos huesos cruzados de fondo, una A en la frente y un cartel en el que pone Airbourne, símbolo utilizado como el primer logo de la banda y como la portada de su primer EP. Joel, a veces lleva muñequeras con ese logo en los conciertos.

## Canciones en otros medios
Varias canciones de la banda, han aparecido en videojuegos, series, películas y anuncios:
- Burnout Paradise - Too Much, Too Young, Too Fast (editada)

- Guitar Hero: World Tour, NASCAR 09 - Too Much, Too Young, Too Fast

- Battlefield: Bad Company, Madden NFL 08, NHL 09, NASCAR 09 - Runnin' Wild

- Rock Band, Rock Band 2, The Crew 2 - Runnin' Wild (como contenido descargable en Rock Band y Rock Band 2)

- NASCAR 08, Medal of Honor: Airborne, Madden NFL 09 - Stand Up for Rock 'N' Roll

- Need for Speed: ProStreet, NFL Tour - Blackjack (editada)

- Need for Speed: Undercover, Pro Evolution Soccer 2011, Tony Hawk's Proving Ground - Girls in Black

- Skate - Let's Ride

- WWE SmackDown vs. Raw 2009, WWE SmackDown vs. Raw 2010 - Turn Up the Trouble (usada como la canción de entrada del luchador Mr. Kennedy)

- Madden NFL 09 - Stand Up for Rock 'N' Roll

- Madden NFL 10 - Heads are Gonna Roll

- Jonah Hex - Born to Kill

- Twisted Metal - Raise the Flag

- NHL 11 - Bottom of the Well

- NHL 08 - Stand Up for Rock 'N' Roll

- NHL 14 - Live It Up

- Anuncios de Enredados y Frozen - Runnin Wild (editada)

- Royal Rumble 2008 - Stand Up for Rock 'N' Roll

- Extreme Rules 2013 - Live It Up

- The Lost Boys: The Tribe - Too Much, Too Young, Too Fast

- I Love You, Beth Cooper - Too Much, Too Young, Too Fast

- College - Let's Ride

- She's Out of My League - Diamond in the Rough

- Rob Dyrdek's Fantasy Factory (episodio: "This is a Skateboard Car") - Hellfire

- Tráiler Plants vs. Zombies: Garden Warfare - Firepower

- Guitar Hero Live - Back In The Game

## Curiosidades
- En el videoclip de la canción Runnin' Wild, aparece Lemmy Kilmister, miembro de la banda Motörhead.
- En el Rockstar Mayhem Tour del 2010, la banda tocó la canción Whole Lotta Rosie con Dan Hawkins, miembro de bandas como Stone Gods o The Darkness. En ese mismo concierto, Joel tocó la canción If You Want Blood You've Got It de AC/DC con varios miembros de la banda estadounidense Slipknot en el backstage.
- El miembro de Guns N' Roses, Slash, pasó una tarde con la banda y ha llevado camisetas de la banda a varios conciertos.
- A Angus Young, miembro y uno de los fundadores de AC/DC, le preguntaron en una entrevista su opinión sobre las bandas modernas de Rock, a lo que respondió que ve un gran futuro en ellas y que una de las bandas que le gustan es Airbourne.
- En la Hellfest de 2015, Joel O'Keeffe tocó la canción Highway To Hell de AC/DC junto a músicos como Brian Welch de Korn, Jason Hook de Five Finger Death Punch, Ryan Roxie de Alice Cooper, Björn Gelotte de In Flames, The Answer, Max Cavalera de Soulfly, Didier Wampas, Ladies Ballbreaker, Butcher Babies, Jansen Press de Carousel Vertigo y Charlie Parra del Riego, en un videoclip realizado por Canal+ y FirrProd.[29]
- En la red social Twitter, son seguidos por otras bandas como 5 Seconds of Summer, Disturbed, Iron Maiden, Overkill, entre otras.

## Festivales de rock
La banda ha participado en Big Day Out en 2006 y 2011, en Wacken Open Air en 2008, 2009 y 2011, en Rock Am Ring y Rock Im Park en 2010 y 2013, en Hellfest en 2010 y 2015, en Azkena Rock en 2010, en Woodstock en 2011 y en Sweden Rock Festival en 2015, entre otros. También ha sido banda soporte de Iron Maiden en el The Final Frontier World Tour en 2010 y ha dado giras por Europa.

## Miembros
Línea de tiempo

### Instrumentos musicales
Joel y Matt usan Gibson Explorer como guitarras principales, las que cambian para ciertas canciones por cosas de afinación; Joel usa como guitarras secundarias distintas Gibson SG, entre las cuales tiene una edición limitada de la 61' reissue (de color negro, con herrajes dorados); mientras tanto David cambia generalmente a una Gibson ES-335 (normalmente solo para tocar "Diamond in the Rough"). Ambos usan amplificadores Marshall, modelos: JCM800 Kerry King (con la sección "Beast" desactivada), JCM2000 y JMPs. Justin usa Bajos Fender Precision y amplificadores Ampeg SVT.

## Vestimenta y actuación
En los conciertos, Joel no lleva camiseta y lleva dos brazaletes negros, aunque en los inicios de la banda llevaba una camiseta de color azul, un pantalón vaquero negro con las rodillas al descubierto en algunas ocasiones, un cinturón y unas zapatillas deportivas. David y Justin, llevan una camiseta de manga corta negra y dos brazaletes negros (Justin), unos pantalones vaqueros negros, un cinturón y unas zapatillas deportivas. Ryan, lleva una camiseta sin mangas de color negra, un guante de color negro en la mano izquierda que cubre la mano entera menos los dedos, unos pantalones vaqueros negros y unas zapatillas deportivas. Joel suele abrir latas de cerveza durante los conciertos golpeándolas con su mano o con su cabeza o simplemente las abre de una forma normal y las lanza al público. A veces, escala por el escenario y toca la guitarra en un lugar alto. David y Justin mueven la cabeza moviendo su pelo, pero Justin suele hacerlo más rápido.

## Discografía

### Álbumes de estudio
| Título              | Fecha de lanzamiento                                       | Discográfica                   | Productor    |
| Runnin' Wild        | 28 de enero de 2008 29 de enero de 2009 30 de mayo de 2009 | Roadrunner Records             | Bob Marlette |
| No Guts. No Glory.  | 8 de marzo de 2010                                         | Roadrunner Records EMI Records | Johhny K     |
| Black Dog Barking   | 17 de mayo de 2013 21 de mayo de 2013                      | Roadrunner Records             | Brian Howes  |
| Breakin' Outta Hell | 23 de septiembre de 2016                                   | Spinefarm Records              | Bob Marlette |
| Boneshaker          | 25 de octubre de 2019                                      | Spinefarm Records              | Dave Cobb    |

### EP
| Título        | Fecha de lanzamiento | Discográfica          | Productor     |
| Ready to Rock | 2004                 | Sik Kitty Productions | Independiente |

### Álbumes en vivo
| Título               | Fecha de lanzamiento | Discográfica  | Productor     |
| Live at the Playroom | 2007                 | EMI Australia | Independiente |

### Sencillos
- 2007: «Runnin' Wild»
- 2007: «Too Much, Too Young, Too Fast»
- 2007: «Diamond in the Rough»
- 2010: «No Way But The Hard Way»
- 2010: «Blonde, Bad and Beautiful»
- 2010: «Bottom of the Well»
- 2013: «Live It Up»
- 2013: «No One Fits Me (Better Than You)»
- 2017: «Breakin' Outta Hell»
- 2017: «It's all for Rock & Roll»
- 2017: «Rivalry»
- 2019: "Boneshaker"
- 2019: "Backseat Boogie"

### Canciones no lanzadas
| Título                     | EP/Álbum           | Discográfica                   | Productor     |
| Get on your bikes and ride | Ready to Rock      | Sik Kitty Productions          | Independiente |
| You don't fool me          | No Guts. No Glory. | Roadrunner Records EMI Records | Johnny K      |

### Álbum recopilatorio
| Título                     | Fecha de lanzamiento | Discográfica | Productor     |
| Diamond Cuts - The B-Sides | 2017                 | Nettwerk     | Independiente |

## Premios y nominaciones
| Premiador                          | Premio                                                                                | Resultado                     |
| ---------------------------------- | ------------------------------------------------------------------------------------- | ----------------------------- |
| ARIA                               | Mejor álbum de rock (2007) por Runnin' Wild                                           | Nominado                      |
| ARIA                               | Álbum revelación del año (2007) por Runnin' Wild                                      | Nominado                      |
| SlazeRoxxx.com                     | Mejor álbum (2007) por Runnin' Wild                                                   | Ganador                       |
| SlazeRoxxx.com                     | Votado como el 12 mejor álbum en SlazeRoxxx.com Reader's Poll (2007) por Runnin' Wild | Votado como el 12 mejor álbum |
| UltimateRockGods.com               | Mejor voz rock (2007) por Runnin' Wild                                                | Nominado                      |
| UltimateRockGods.com               | Mejor canción de rock (2007) por Runnin' Wild                                         | Nominado                      |
| UltimateRockGods.com               | Mejor nuevo artista (2007)                                                            | Nominado                      |
| Metal Hammer Golden Gods Awards    | Mejor álbum debut (2008) por Runnin' Wild                                             | Ganador                       |
| Classic Rock Roll of Honour Awards | Mejor banda nueva (2008)                                                              | Ganador                       |